# Alaksiej Szczabłanau
Alaksiej Hienadzjewicz Szczabłanau (błr. Аляксей Генадзьевіч Шчабланаў, ros. Алексей Геннадьевич Щебланов – Aleksiej Giennadjewicz Szczebłanow; ur. 24 stycznia 1968 w Mińsku) – białoruski hokeista, trener hokejowy.

## Kariera zawodnicza
- Kristałł Saratów (1985-1986)
- Dynama Mińsk (1986-1990)
- Kristałł Saratów (1992-1993)
- Stoczniowiec Gdańsk (1993-1997)[4][5]
- BTH Bydgoszcz (1997)
- STS Sanok (1997-1998)
- Stoczniowiec Gdańsk (1998-1999)[6][7][8][9]
- Ak Bars Kazań (1999-2000)
- Nieftiechimik Niżniekamsk (2000)
- Dinamo-Eniergija Jekaterynburg (2000-2001)
- CSKA Moskwa (2001-2002)
- Junost' Mińsk (2003-2004)

Od 1975 trenował w szkole Junostii w Mińsku. Przez pierwsze 2–3 lata grał na pozycji napastnika. Od 1986 grał w Dynamie Mińsk, łącznie przez pięć sezonów. W barwach juniorskich reprezentacji ZSRR uczestniczył w turniejach mistrzostw Europy juniorów do lat 18 w 1986 oraz mistrzostw świata juniorów do lat 20 w 1988.
W czasie swojej kariery występował także w polskich klubach z Gdańska oraz w barwach Sanoka w sezonie 1997/1998. Ożenił się z Angeliką. Jego rodzina zamieszkiwała nadal w Gdańsku także po zakończeniu gry w Polsce, w tym mieście urodził się jego syn Daniel.

## Kariera trenerska
- Stoczniowiec Gdańsk (2000-2003), szkoleniowiec bramkarzy juniorów
- Junost' Mińsk (2004-2014), asystent trenera
- Reprezentacja Białorusi do lat 20 (2004-2005), asystent trenera
- Reprezentacja Białorusi (2009), asystent trenera
- Reprezentacja Ukrainy (2010), asystent trenera
- MHC Junost’ Mińsk (2012), główny trener
- Reprezentacja Białorusi (2013), trener bramkarzy
- Dynama Mińsk (2013-2016), trener bramkarzy
- Zwiezda Czechow (2016-2017), trener bramkarzy
- Reprezentacja Białorusi do lat 20 (2018-2020), asystent trenera
- HK Homel (2020-), trener w sztabie

Od 2002 był równolegle trenerem bramkarzy juniorów w Stoczniowcu Gdańsk. Tuż po zakończeniu kariery zawodniczej rozpoczął pracę szkoleniową. Od 2004 jest asystentem trenera Michaiła Zacharaua w Junosti Mińsk. Ponadto pełnił funkcje asystenta trenera kadry Białorusi na mistrzostwach świata Dywizji I do lat 20 w 2005, asystenta trenera reprezentacji Białorusi w 2009 i asystentem trenera Ukrainy na mistrzostwach świata Dywizji I 2010. W sezonie 2012/2013 był również tymczasowo od października do listopada 2012 trenerem juniorskiej drużyny MHC Junost’ w lidze Mołodiożnaja Chokkiejnaja Liga. W kwietniu 2013 został trenerem bramkarzy seniorskiej reprezentacji Białorusi (zastąpił Alaksandra Szumiduba) i w maju 2013 pełnił tę funkcję na mistrzostwach świata Elity 2013. Od grudnia 2013 trener bramkarzy w Dynamie Mińsk w lidze KHL. Odszedł z klubu na początku 2016. Od połowy 2016 trener bramkarzy w rosyjskim klubie Zwiezda Czechow w rozgrywkach WHL. W lutym 2020 dołączył do sztabu HK Homel.

## Sukcesy
Reprezentacyjne
- Złoty medal Zimowej Spartakiady Narodów ZSRR: 1986 z Białoruską SRR[27]
- Srebrny medal mistrzostw świata juniorów do lat 20: 1988

Klubowe
- Srebrny medal mistrzostw Rosji: 2000 z Ak Barsem Kazań
- Złoty medal mistrzostw Białorusi: 2004 z Junostią Mińsk
- Puchar Białorusi: 2004 z Junostią Mińsk

Szkoleniowe
- Złoty medal mistrzostw Białorusi: 2005, 2006, 2009, 2010, 2011 z Junostią Mińsk
- Srebrny medal mistrzostw Białorusi: 2008, 2014 z Junostią Mińsk
- Brązowy medal mistrzostw Białorusi: 2007 z Junostią Mińsk
- Puchar Kontynentalny: 2007, 2011 z Junostią Mińsk
- Drugie miejsce w Pucharze Kontynentalnym: 2010, 2012 z Junostią Mińsk
- Puchar Białorusi: 2009, 2010 z Junostią Mińsk